# 肖恩·戈斯
肖恩·戈斯(Sean Richard Goss，1995年10月1日—），是一名英格蘭的職業足球運動員，司職中場，現效力於蘇超球隊馬瑟韋爾。